# Sportovní park Pardubice

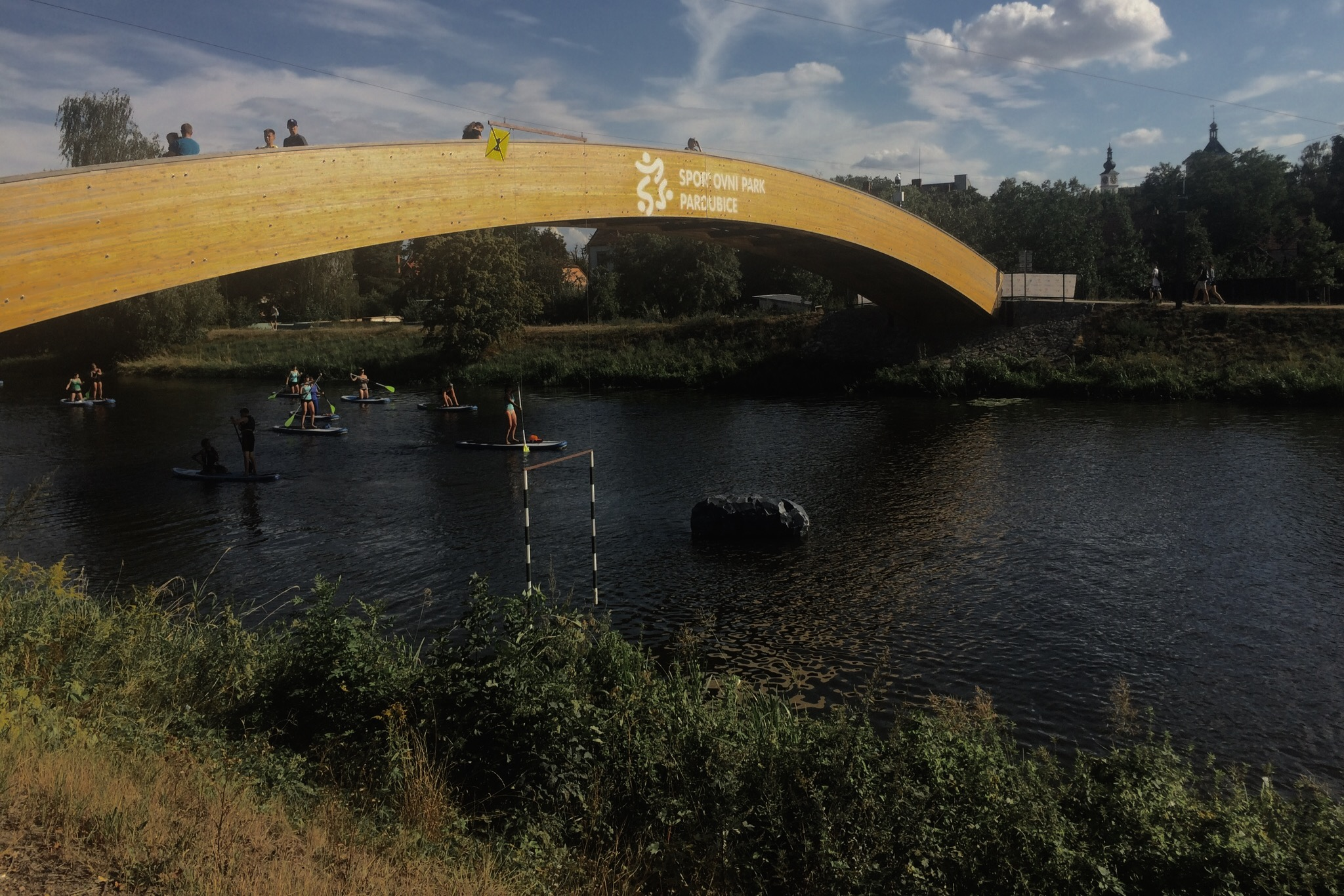
lávka vedoucí k parku Na Špici s logem Sportovního parku Pardubice

Sportovní park Pardubice je každoroční srpnová sportovní a kulturní akce, která se koná v pardubickém parku Na Špici. V rámci této akce se během devíti dní prezentují pardubické sportovní oddíly a kluby, kde mají možnost představit nejrůznější druhy sportů.

## Historie akce
Akce byla poprvé realizována v roce 2016, tehdy ještě pod názvem Olympijský park Pardubice, v návaznosti na letní Olympijské hry 2016 v Rio de Janeiro. Olympijský park měl svá sportoviště nejen v parku Na Špici, ale také na nově připravené ploše po zbouraných bývalých jatkách, ale také letním stadionu, na pardubickém zámku a v dalších lokalitách
V dalších letech se město Pardubice rozhodlo tuto tradici zachovat a akci každoročně opakovat. V prvním roce svého konání (2016) se na této akci prezentovalo 97 sportovních oddílů.
| rok  | název akce                    | návštěvníků |
| ---- | ----------------------------- | ----------- |
| 2016 | Olympijský park Pardubice     | 374 tis.    |
| 2017 | Sportovní park Pardubice 2017 | 100 tis.    |
| 2018 | Sportovní park Pardubice 2018 | 100 tis.    |

## Základní myšlenka

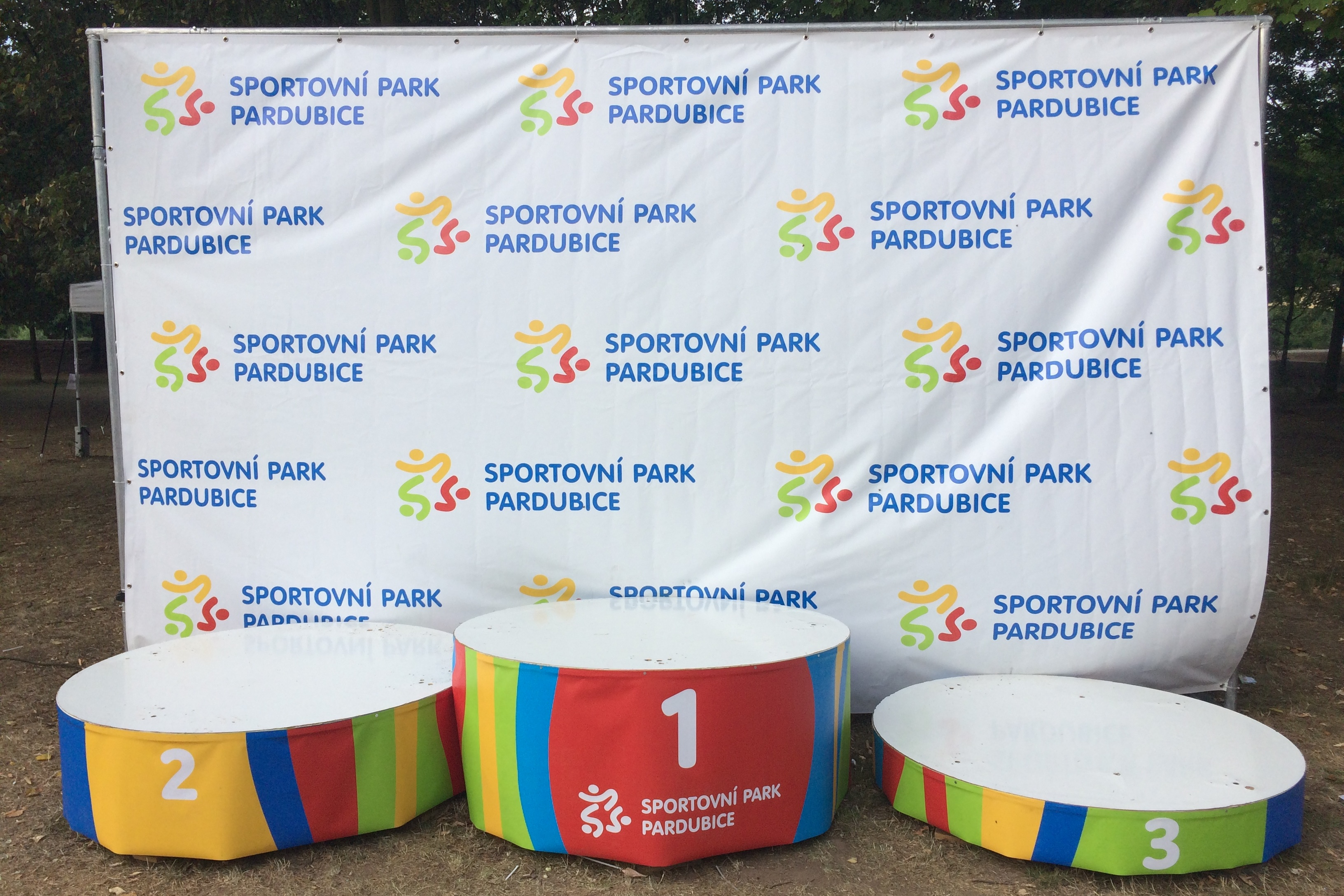
stupně vítězů, na které se mohou vyfotit všichni účastníci akce Sportovní park Pardubice

Sami organizátoři sportovního parku prezentují akci sloganem Sportuje celá rodina. Akce je cílena zejména na děti, které si mohou na vlastní kůži vyzkoušet a "osahat" různé sporty. Sportovní kluby se střídají na sportovních stanovištích v třídenních turnusech. Díky tomu má možnost představit se téměř každý sportovní oddíl v Pardubicích. Za splnění připravených stanovišť dostávají účastníci parku diplom či medaili.
Park navštěvují návštěvníci jak z Pardubic, z okolních měst regionu, jako je Hradec Králové, ale také ze vzdálenějších míst České republiky, jako jsou například Praha, Vsetín či Ústí nad Labem. Mnoho návštěvníků sportovního parku tvoří účastníci příměstský táborů.

## Vedlejší aktivity
Kromě sportovních aktivit je pravidelnou součástí akce tzv. Science Point. Na tomto stanovišti představují studenti i učitelé Univerzity Pardubice zážitkovou formou svět vědy. Doprovodný program sportovního parku obvykle zahrnuje i koncerty, zejména regionálních, kapel a hudebních uskupení.

## Místo konání
Zázemí sportovního parku poskytuje pardubický park Na Špici, který byl v roce 2014 rekonstruován.